# Copa da UEFA de 1988–89
A Copa da UEFA de 1988–89 foi a décima oitava edição da Copa da UEFA, vencida pelo SSC Napoli da Itália em vitória sobre o VfB Stuttgart no conjunto (2-1 e 3-3). A maior goleada da competição foi registrada quando o RFC de Liège venceu o Union Luxembourg por 7-1.

## Primeira fase
| Equipe 1                   | Total  | Equipe 2                    | 1.º jogo     | 2.º jogo          |
| -------------------------- | ------ | --------------------------- | ------------ | ----------------- |
| Stuttgart                  | 3–2    | FC Tatabánya                | 2–0 (Report) | 1–2 (Report)      |
| Royal Antwerp FC           | 3–6    | Köln                        | 2–4 (Report) | 1–2 (Report)      |
| FC Bayern München          | 10–4   | Legia Warszawa              | 3–1 (Report) | 7–3 (Report)      |
| Bayer 04 Leverkusen        | 0–2    | C.F. Os Belenenses          | 0–1 (Report) | 0–1 (Report)      |
| Roma                       | 4–3    | Nürnberg                    | 1–2 (Report) | 3–1(aet) (Report) |
| FC Groningen               | (a)2–2 | Atlético Madrid             | 1–0 (Report) | 1–2 (Report)      |
| FC Aarau                   | 0–7    | Lokomotive Leipzig          | 0–3 (Report) | 0–4 (Report)      |
| St Patrick's Athletic F.C. | 0–4    | Heart of Midlothian F.C.    | 0–2 (Report) | 0–2 (Report)      |
| FK Žalgiris Vilnius        | 4–5    | FK Austria Wien             | 2–0 (Report) | 2–5 (Report)      |
| Sporting Clube de Portugal | 6–3    | AFC Ajax                    | 4–2 (Report) | 2–1 (Report)      |
| Real Sociedad              | (a)4–4 | Dukla Praga                 | 2–1 (Report) | 2–3 (Report)      |
| Union Luxembourg           | 1–11   | Liège                       | 1–7 (Report) | 0–4 (Report)      |
| Internazionale             | 4–2    | IK Brage                    | 2–1 (Report) | 2–1 (Report)      |
| Íþróttabandalag Akraness   | 1–2    | Újpest FC                   | 0–0 (Report) | 1–2 (Report)      |
| Rangers F.C.               | 5–2    | GKS Katowice                | 1–0 (Report) | 4–2 (Report)      |
| Aberdeen F.C.              | 0–2    | Dynamo Dresden              | 0–0 (Report) | 0–2 (Report)      |
| FC Dnipro Dnipropetrovsk   | 2–3    | Bordeaux                    | 1–1 (Report) | 1–2 (Report)      |
| Östers IF                  | 2–6    | FC DAC 1904 Dunajská Streda | 2–0 (Report) | 0–6 (Report)      |
| Turun Palloseura           | (a)1–1 | Linfield F.C.               | 0–0 (Report) | 1–1 (Report)      |
| Molde FK                   | 1–5    | KSV Waregem                 | 0–0 (Report) | 1–5 (Report)      |
| Malmö FF                   | 3–2    | FC Torpedo Moscow           | 2–0 (Report) | 1–2(aet) (Report) |
| First Vienna FC            | (a)2–2 | Ikast FS                    | 1–0 (Report) | 1–2 (Report)      |
| Oţelul Galaţi              | 1–5    | Juventus                    | 1–0 (Report) | 0–5 (Report)      |
| RŠD Velež                  | 6–2    | APOEL                       | 1–0 (Report) | 5–2 (Report)      |
| AEK Athens F.C.            | 1–2    | Athletic Bilbao             | 1–0 (Report) | 0–2 (Report)      |
| Montpellier La Paillade SC | 1–6    | S.L. Benfica                | 0–3 (Report) | 1–3 (Report)      |
| Sliema Wanderers F.C.      | 1–8    | Victoria Bucureşti          | 0–2 (Report) | 1–6 (Report)      |
| Napoli                     | 2–1    | PAOK                        | 1–0 (Report) | 1–1 (Report)      |
| Partizan                   | 10–0   | PFC Slavia Sofia            | 5–0 (Report) | 5–0 (Report)      |
| Servette FC                | 1–0    | SK Sturm Graz               | 1–0 (Report) | 0–0 (Report)      |
| Trakia Plovdiv             | 1–2    | Dinamo Minsk                | 1–2 (Report) | 0–0 (Report)      |
| Beşiktaş J.K.              | 1–2    | Dinamo Zagreb               | 1–0 (Report) | 0–2 (Report)      |

## Segunda fase
| Equipe 1                   | Total  | Equipe 2                    | 1.º jogo     | 2.º jogo     |
| -------------------------- | ------ | --------------------------- | ------------ | ------------ |
| FC Bayern de Munique       | 5–1    | FC DAC 1904 Dunajská Streda | 3–1 (Report) | 2–0 (Report) |
| Köln                       | 3–1    | Rangers F.C.                | 2–0 (Report) | 1–1 (Report) |
| NK Dinamo Zagreb           | 2–4    | Stuttgart                   | 1–3 (Report) | 1–1 (Report) |
| Partizan                   | 4–4(a) | Roma                        | 4–2 (Report) | 0–2 (Report) |
| RŠD Velež                  | (p)0-0 | C.F. Os Belenenses          | 0–0 (Report) | 0–0 (Report) |
| Sporting Clube de Portugal | 1–2    | Real Sociedad               | 1–2 (Report) | 0–0 (Report) |
| Heart of Midlothian F.C.   | 1–0    | FK Austria Wien             | 0–0 (Report) | 1–0 (Report) |
| Lokomotive Leipzig         | 1–3    | Napoli                      | 1–1 (Report) | 0–2 (Report) |
| Újpest FC                  | 0–2    | Bordeaux                    | 0–1 (Report) | 0–1 (Report) |
| Juventus                   | 7–4    | Athletic Bilbao             | 5–1 (Report) | 2–3 (Report) |
| Dynamo Dresden             | 5–3    | KSV Waregem                 | 4–1 (Report) | 1–2 (Report) |
| First Vienna FC            | 2–2(a) | Turun Palloseura            | 2–1 (Report) | 0–1 (Report) |
| Malmö FF                   | 1–2    | Internazionale              | 0–1 (Report) | 1–1 (Report) |
| RFC de Liège               | 3–2    | S.L. Benfica                | 2–1 (Report) | 1–1 (Report) |
| FC Groningen               | 3–1    | Servette FC                 | 2–0 (Report) | 1–1 (Report) |
| Dinamo Minsk               | 2–2(a) | Victoria Bucureşti          | 2–1 (Report) | 0–1 (Report) |

## Terceira fase
| Equipe 1                 | Total  | Equipe 2         | 1.º jogo     | 2.º jogo     |
| ------------------------ | ------ | ---------------- | ------------ | ------------ |
| FC Bayern de Munique     | (a)3–3 | Internazionale   | 0–2 (Report) | 3–1 (Report) |
| Real Sociedad            | 3–2    | Köln             | 1–0 (Report) | 2–2 (Report) |
| FC Groningen             | 1–5    | Stuttgart        | 1–3 (Report) | 0–2 (Report) |
| Heart of Midlothian F.C. | 4–2    | Velež            | 3–0 (Report) | 1–2 (Report) |
| Bordeaux                 | 0–1    | Napoli           | 0–1 (Report) | 0–0 (Report) |
| Dynamo Dresden           | 4–0    | Roma             | 2–0 (Report) | 2–0 (Report) |
| Liège                    | 0–2    | Juventus         | 0–1 (Report) | 0–1 (Report) |
| Victoria Bucureşti       | (a)3–3 | Turun Palloseura | 1–0 (Report) | 2–3 (Report) |

## Quartas-de-final
| Equipe 1                 | Total  | Equipe 2          | 1.º jogo     | 2.º jogo          |
| ------------------------ | ------ | ----------------- | ------------ | ----------------- |
| Stuttgart                | (p)1-1 | Real Sociedad     | 1–0 (Report) | 0–1 (Report)      |
| Heart of Midlothian F.C. | 1–2    | Bayern de Munique | 1–0 (Report) | 0–2 (Report)      |
| Juventus                 | 2–3    | Napoli            | 2–0 (Report) | 0–3(aet) (Report) |
| Victoria Bucureşti       | 1–5    | Dynamo Dresden    | 1–1 (Report) | 0–4 (Report)      |

## Semifinais
| Equipe 1  | Total | Equipe 2          | 1.º jogo     | 2.º jogo     |
| --------- | ----- | ----------------- | ------------ | ------------ |
| Napoli    | 4–2   | Bayern de Munique | 2–0 (Report) | 2–2 (Report) |
| Stuttgart | 2–1   | Dynamo Dresden    | 1–0 (Report) | 1–1 (Report) |

## Final
Jogo de ida
| 3 de maio | Napoli                           | 2 – 1     | Stuttgart   | Stadio San Paolo, Nápoles                         |
| 20:30     | Maradona 68' (pen.) · Careca 87' | Relatório | Gaudino 17' | Público: 81 093 Árbitro: GRE Gerasimos Germanakos |

Jogo de volta
| 17 de maio | Stuttgart                                    | 3 – 3     | Napoli                                | Neckarstadion, Estugarda                                |
| 20:15      | Klinsmann 27' · De Napoli 67' · Schmäler 90' | Relatório | Alemão 19' · Ferrara 39' · Careca 62' | Público: 67 000 Árbitro: ESP Victoriano Sanchez Arminio |